# Michelangelo Virgillito
Michelangelo Virgillito (Paternò, 1º gennaio 1901 – Milano, 27 agosto 1977) è stato un imprenditore italiano.

## Biografia

### L'infanzia e l'adolescenza
Nacque a Paternò, in provincia di Catania, il 1º gennaio 1901 in una famiglia benestante, da Domenico, un piccolo costruttore edile, e da Provvidenza Bonaccorsi. Visse un'infanzia piuttosto vivace e irrequieta in cui si distinse comunque per ingegno e inventiva, e svolse diversi lavori, tra cui quello di manovale nella ditta paterna.
Nel 1916, contro il volere dei genitori, partì per il fronte dove lavorò come operaio nelle retrovie di Caporetto.

### L'emigrazione a Milano
Nel 1926, Virgillito emigrò a Milano per lavorare come muratore, ma avviò un'attività di commercio di rottami ferrosi e residuati bellici. Trovò inoltre impiego presso un cinema della città, in cui si occupava dei biglietti, del trasporto delle pellicole e di accompagnare i clienti in sala. Poco tempo dopo, prese in affitto un garage in cui allestì una sala cinematografica in via Cimarosa dove venivano proiettate le pellicole a noleggio. Nel 1927, Virgillito risultava essere proprietario di tre cinematografi, avendone fondati successivamente altri due.
Dopo appena due anni di permanenza nella città, Virgillito venne dichiarato fallito dal Tribunale civile di Milano e condannato il 28 giugno 1929 dalla Corte di Appello del medesimo tribunale a un anno, nove mesi e quindici giorni di reclusione per appropriazione indebita, truffa e bancarotta semplice. Al processo fu imputato assieme ad un cugino, Carmelo Virgillito, il cui nominativo risulterà nell 'elenco dei confidenti dell'OVRA, nel supplemento della Gazzetta Ufficiale del 2 luglio 1946, n. 145.
La condanna subita non impedì a Virgillito di riprendere le sue attività di commercio di materiali ferrosi e con i cinematografi. Nel 1930, aprì il cinema Umbria, e due anni più tardi, nel 1932, il cinema Susa. Nel 1935, Virgillito risultava essere proprietario di altre sale cinematografiche milanesi, il Reale e l'Imperia (quest'ultimo in società con un certo Bolgiani), la cui capienza erano rispettivamente di 1.000 e 750 posti. Nello stesso periodo, era altresì gestore di altre tre sale cinematografiche, Fossati, Niguarda e San Cristoforo.

### L'ascesa economica e le opere di beneficenza
L'attività con i cinematografi consentì a Virgillito di accumulare una discreta fortuna. Ma sull'origine delle ricchezze accumulate da Virgillito vi sono però delle teorie controverse e non verificate, secondo le quali il vero proprietario dei suoi cinema era in realtà un uomo d'affari ebreo, con cui avrebbe intrecciato un'amicizia molto stretta, e che dopo la promulgazione delle leggi razziali del 1938 gli avrebbe lasciato in custodia i suoi beni ed i beni di altri ebrei facoltosi, suoi amici. Questo ebreo venne deportato e non fece più ritorno, e pertanto Virgillito sarebbe così diventato proprietario dei suoi beni e del suo cospicuo patrimonio.
Le fortune di Virgillito proseguirono per tutto il periodo alla vigilia della seconda guerra mondiale, e le sue attività furono estese anche all'edilizia e all'immobiliare. Cominciò a investire nella Galleria del Corso di Milano, acquistando gran parte dei locali. Nel 1942, della galleria fece restaurare i sotterranei, dove si insediarono il Banco Ambrosiano e La Fondiaria Assicurazioni. Nello stesso periodo entrò in possesso di una villa in piazza Ferravilla a Milano, che durante la guerra divenne sede milanese dell'ente nazista Organizzazione Todt.
Nel 1948, alla Galleria del Corso fu inaugurato il cinema Ariston. Poco dopo acquisì il controllo dell'hotel Ambasciatori. L'anno seguente, nel 1949, donò mezzo milione di lire all'Ospedale Maggiore. Nello stesso periodo, Virgillito si impegnò in un'altra opera di beneficenza, con la donazione del complesso di piazza Ferravilla alle Suore domenicane della Beata Imelda, aiutandole poi a realizzare, nel 1952, la Casa dei Bambini "Michelangelo Virgillito", per l'assistenza e il mantenimento delle bambine della Casa delle Orfanelle della Madonnina del Duomo di Oggiono.

### Il ritorno a Paternò e i contributi alla ricostruzione
Fin da quando emigrò a Milano, Virgillito non aveva avuto più rapporti con Paternò, la sua cittadina d'origine. Nel 1948, venne contattato dal preside del locale liceo il professor Giuseppe Musumarra e dal prevosto Antonino Costa per conto dell'allora sindaco Gaetano Pulvirenti e del comitato per la ricostruzione del Santuario della Madonna della Consolazione, della cui confraternita il nonno paterno Michelangelo Virgillito era stato presidente e che in tale ruolo nel 1870 commissionò all'architetto Carlo Sada di progettare il fercolo della Madonna. Virgillito rispose con un telegramma nel quale si assunse tutte le spese per la ricostruzione del santuario, nominando un economo amministratore e depositando i primi fondi presso il locale sportello del Credito Italiano. La ricostruzione era stata bloccata dall'insufficienza di fondi, e il suo intervento finanziario consentì la ripresa dei lavori che portarono al completamento del tempio, e alla sua inaugurazione e consacrazione avvenute nel 1954.
Il contributo fornito da Virgillito per la ricostruzione del Santuario della Madonna della Consolazione, gli permise di poter recuperare il legame che aveva perduto molti anni prima con Paternò. Nel periodo compreso tra gli anni cinquanta e settanta, per la cittadina etnea contribuì finanziariamente a numerosi lavori di ricostruzione e opere di carità: la costruzione della Casa della Carità "Mamma Provvidenza" e della Casa del Fanciullo "Papà Domenico" per ospitare gli orfani, della chiesa di San Michele Arcangelo, della nuova chiesa di San Biagio, delle scuole materne, e il restauro di quasi tutte le chiese e gli altarini votivi di Paternò. Ha altresì finanziato l'Albergo dei Poveri, l'ospedale Santissimo Salvatore, l'asilo San Giuseppe, il Conservatorio delle Vergini. Istituì borse di studio, legati di maritaggio e la Casa della Maternità presso la chiesa di Sant'Antonio Abate. Donò alla biblioteca comunale i volumi dell'Enciclopedia Treccani, e alla città il Pozzo Raffo per l'approvvigionamento idrico. In via San Biagio, nel centro storico di Paternò, fece costruire i locali per gli artigiani, i ciechi, i sordomuti e la Polisportiva Paternò.
A Paternò, Virgillito strinse forti legami con importanti esponenti politici del luogo, in modo particolare con quelli di area democristiana come Barbaro Lo Giudice, Rosario La Russa e Nino Lombardo, ma anche di area missina come Antonino La Russa.
Nel 1961, Virgillito, in segno di devozione, donò una corona d'oro di 9,5 chili alla Madonna del Santuario della Consolazione di Paternò, composta da 5.000 brillanti, dieci zaffiri e sei smeraldi, realizzata dopo cinque anni di lavorazioni.
Fuori Paternò, sue opere benefiche si trovano a Ragalna (CT), Milano, Oggiono (LC), Loano (SV), Serra Sant'Abbondio (PU), e altri luoghi.

### Le scalate finanziarie
Negli anni cinquanta, Virgillito si distinse alla Borsa Valori di Milano come uno dei più spericolati rialzisti. Dopo aver tentato senza successo di scalare la Pirelli, ripose le sue attenzioni sull'Assicuratrice Italiana della famiglia Pesenti dove fu fermato dalla clausola di gradimento che gli impedì di essere iscritto al libro soci.
Il primo importante successo in Borsa lo compì nel 1954, quando si assicurò il controllo della Liquigas, a cui fecero seguito, l'acquisizione della Raffineria Nilo nel 1958, e l'acquisizione dell'azienda tessile Lanerossi nel 1959, operazione quest'ultima che servì a Virgillito soprattutto per specularvi in Borsa. Ai consigli di amministrazione della Liquigas della Lanerossi piazzò i suoi principali uomini di fiducia, che erano il cugino l'avvocato Michelangelo Virgillito, l'avvocato Antonino La Russa, il dottor Raffaele Ursini e il signor Giorgio Celli. e il procuratore di Borsa, dello studio Campisi, il signor Gianfranco D'Amico.

### La morte e l'eredità
Virgillito morì celibe a Milano il 27 agosto 1977, all'età di 76 anni. Fu sepolto, per precisa volontà espressa dal medesimo nel testamento redatto nel 1974, nel piccolo cimitero dell'Eremo di Fonte Avellana, presso Serra Sant'Abbondio, in provincia di Pesaro-Urbino, unico laico in mezzo ai monaci camaldolesi. Legato ad ambienti ecclesiastici, era soprannominato il "commendatore più pio d'Italia".
Il finanziere paternese lasciò un patrimonio di 10 miliardi di lire; il 19 ottobre 1977 fu reso pubblico il testamento redatto tre anni prima della sua morte, in cui stabilì la volontà di costituire un ente che si occupasse della devoluzione delle rendite dei propri beni a favore dei poveri e bisognosi nati o residenti a Paternò e di elargire contributi a favore delle Istituzioni e delle parrocchie e chiese di Paternò. In seguito si scatenò una lite per la sua contesa tra i suoi nipoti e i poveri di Paternò: la controversia si risolse sette anni più tardi, con la costituzione della Fondazione Opera Michelangelo Virgillito, con sede a Milano, avvenuta con Decreto del Presidente della Repubblica n. 727 del 7 giugno 1984.
A capo della fondazione vi sono 4 ecclesiastici per la carica ricoperta: il vescovo della diocesi di cui fa parte il comune di Paternò, il prevosto parroco della parrocchia di Santa Maria dell'Alto, la chiesa madre di Paternò, il rettore del santuario della Madonna della Consolazione di Paternò, il padre guardiano del convento dei cappuccini di Paternò; e da quattro laici, due nipoti del testatore e da altri due amministratori.
Il 26 ottobre 1992, l'arcivescovo di Catania Luigi Bommarito, fu costretto a dimettersi dal Comitato direttivo e dalla Commissione di revisione dei conti della fondazione Virgillito, dopo aver appreso, da un servizio del programma televisivo Striscia la notizia che Il Teatrino di Largo Corsia dei Servi, un locale milanese di proprietà dell'Ente benefico, rappresentava spettacoli a luci rosse interpretati dalle più famose pornostar, tra cui Moana Pozzi e Ilona Staller.